# 环癸炔
环癸炔是一种有机化合物，化学式为C
10H
16。由于它具有高反应性，它通常在反应中原位生成，并在环加成反应中捕获，而非长期储存。
它可由1,2-二溴环癸烷和强碱（如氢氧化钾、氨基钠等）在高沸点溶剂中反应制得。Fritsch–Buttenberg–Wiechell重排反应也可利用二溴乙烯基前体在更温和的反应条件下产生环癸炔。